# فنگ شویی (فیلم‌)
فنگ شویی (انگلیسی: Feng Shui) یک فیلم تاریخی محصول کره جنوبی به کارگردانی پارک هی-گون است. در آن چو سونگ وو، جی سونگ، کیم سونگ کیون، بک یون شیک و مون چه وون ایفای نقش کردند. این فیلم داستان یک متخصص پونگ‌سو، پارک جه-سانگ، را برای ما روایت می‌کند. این فیلم سومین قسمت و پایانی پروژهٔ فیلم سه بخشی شرکت ژوپیتر فیلم در زمینهٔ سنت‌های فالگیری کره‌ای پس از فیلم‌های چهره‌خوان (۲۰۱۳) و شاهزاده خانم و دلال ازدواج (۲۰۱۸) است. فنگ شویی در ۱۹ سپتامبر ۲۰۱۸ در کره جنوبی منتشر شد.

## بازیگران

### اصلی
- چو سونگ وو[۸] در نقش پارک جه-سانگ
- جی سونگ[۸] در نقش هونگ-سون
- کیم سونگ کیون[۸] در نقش کیم بیونگ-کی
- بک یون شیک در نقش کیم جوا-گون
- مون چه وون[۹] در نقش چو-سون
- یو جه میونگ در نقش گو یونگ-شیک

## تولید
فیلم‌برداری اصلی در ۲۲ اوت ۲۰۱۷ آغاز شد. تولید این فیلم در ۵ ژانویه ۲۰۱۸ به پایان رسید. فیلم‌برداری در هادونگ، استان گیونگ‌سانگ جنوبی انجام شد.

## انتشار
فنگ شویی در کنار فیلم‌های نبرد بزرگ، مذاکره و راهبه منتشر شد، که به عنوان رقابتی‌ترین هفتهٔ باکس آفیس کره‌ای در آن سال در نظر گرفته شد. در آمریکای شمالی، این فیلم در سینماهای محدود در ۲۱ سپتامبر ۲۰۱۸ منتشر شد.